# 辻野知宜
辻野 知宜（つじの ともよし、1921年3月2日 - 2000年4月17日）は、日本の経営者。同和火災海上保険社長、会長を務めた。広島県出身。

## 経歴
1943年に東京商科大学を卒業し、1949年8月に同和火災海上保険に入社。1973年6月に取締役に就任し、1977年7月に常務を経て、1979年3月に社長に就任。1985年7月荒1986年6月までに会長を務めた。
2000年4月17日呼吸不全のために死去。79歳没。